# Micmacs de Gesgapegiag
Les Micmacs de Gesgapegiag, dont le nom officiel est Micmacs of Gesgapegiag, sont une bande indienne micmaque de la Gaspésie (Québec, Canada). Ils sont basés à Maria et possèdent la réserve de Gesgapegiag. En 2016, ils ont une population inscrite de 1 501 membres. Ils sont affiliés au Secrétariat Mi'gmawei Mawiomi.

## Démographie
Les membres de la Première Nation de Gesgapegiag sont des Micmacs. En décembre 2016, la bande indienne a une population inscrite totale de 1 501 membres dont 794 vivent hors réserve. Selon le Recensement du Canada de 2011 de Statistique Canada, l'âge médian de la population est de 25,5 ans.

## Géographie
Les Micmacs de Gesgapegiag sont basés à Maria sur la péninsule gaspésienne au Québec.

Ils possèdent la réserve de Gesgapegiag située à 56 km à l'est de Restigouche. Celle-ci couvre une superficie de 221 hectares.

Les villes les plus proches sont Maria et New Richmond. La ville importante la plus près est Québec.

## Langue
La langue des Micmacs est le micmac, une langue de la famille des langues algonquiennes.
 De manière générale, selon le recensement de 2011 de Statistique Canada, sur une population totale de 705 personnes, 63,8% de la population connaissent une langue autochtone. Plus précisément, 32,6 % ont une langue autochtone encore comprise et parlée en tant que langue maternelle et 46,8 % parlent une langue autochtone à la maison. En ce qui a trait aux langues officielles, 45,4% de la population connaissent les deux et 53,9% connaissent seulement l'anglais.

## Gouvernement

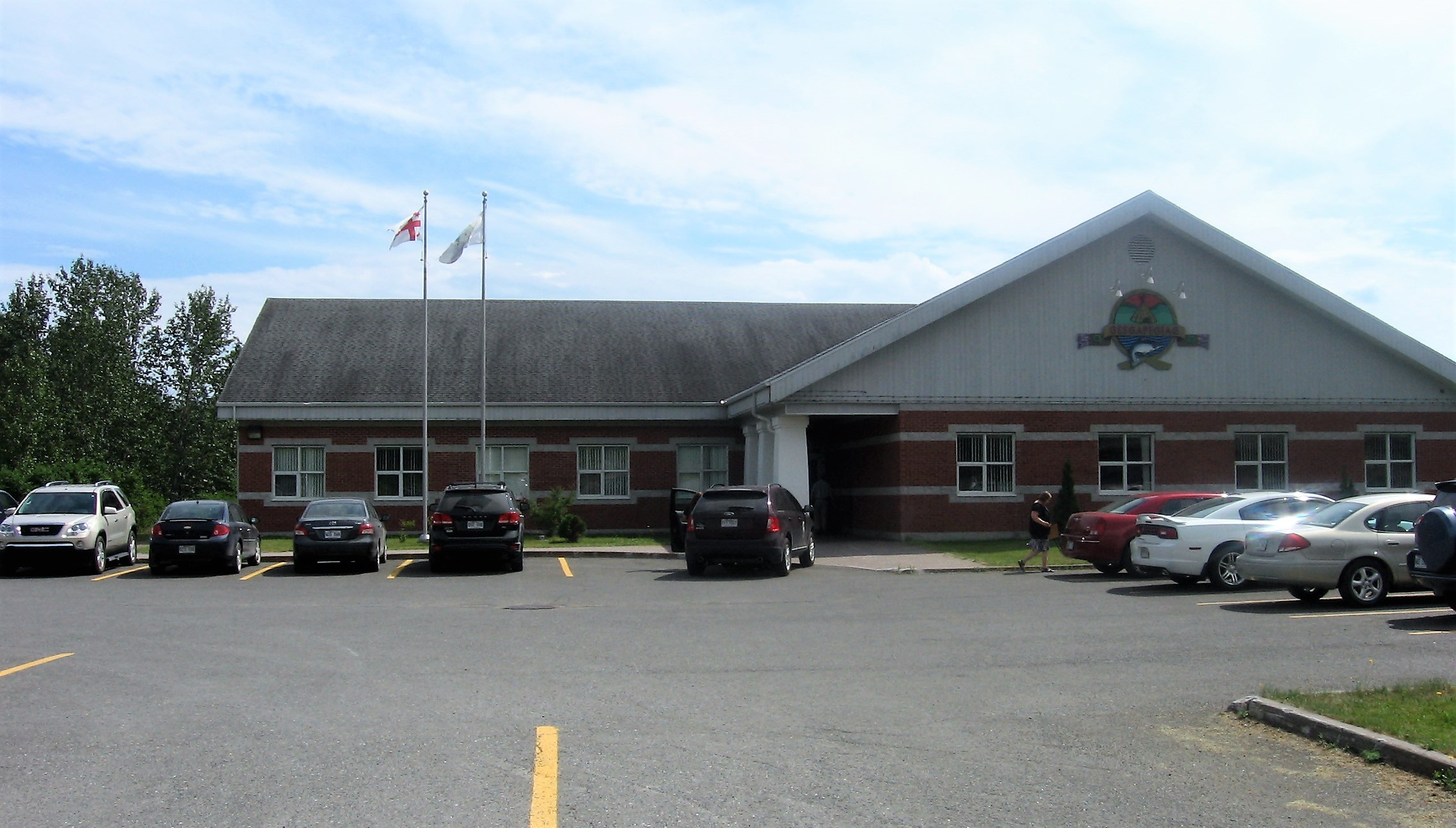
Bureau du conseil de bande

Les Micmacs de Gesgapegiag sont gouvernés par un conseil de bande élu selon la Loi sur les élections au sein de Premières Nations. Pour le mandat de 2015 à 2019, ce conseil est composé du chef Roderick Larocque Jr et de huit conseillers.